# جمعیت‌شناسی مالزی

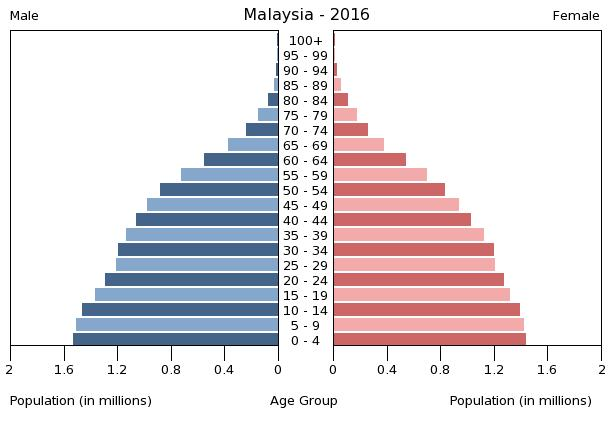
هرم جمعیت

جمعیت‌شناسی مالزی (انگلیسی: Demographics of Malaysia) بیانگر گروه‌های قومی چندگانه‌ای است که در کشور وجود دارند. بر طبق سرشماری سال ۲۰۱۰، جمعیت مالزی، که افراد غیرشهروند را هم دربرگرفته است، بالغ بر ۲۸٬۳۳۴٬۰۰۰ نفر بود که باعث شد مالزی رتبه چهل و دومین کشور پرجمعیت دنیا را در آن سال کسب کند. از این تعداد جمعیت، ۵٫۷۲ میلیون نفر متعلق به مالزی شرقی بودند و ۲۲٫۵ میلیون نفر در شبه‌جزیره مالزی زندگی می‌کردند. با در نظر گرفتن اینکه ۷۹ درصد از شهروندان در شبه‌جزیره مالزی، با مساحتی بالغ بر ۱۳۱٬۵۹۸ کیلومترمربع (۵۰٫۸۱۰٫۲۷ مایل مربع)، متمرکز شده‌اند که تنها ۴۰ درصد از کل مساحت مالزی را شکل داده‌است، توزیع جمعیت ناهمگون به نظر می‌رسد.
در سال ۲۰۱۷، نرخ رشد جمعیت مالزی ۱٫۹۴ درصد بود. طبق آخرین برآورد سرشماری سال ۲۰۱۰، نرخ باروری ۳ گروه بزرگ جمعیتی در مالزی برابر با ۲٫۴ فرزند برای هر زن در گروه جمعیتی مالایی/بومی پوترا، ۱٫۴ فرزند برای هر زن در گروه چینی‌ها و ۱٫۸ درصد برای هر زن در گروه هندی‌ها می‌باشد. نرخ زادوولد مالایی‌ها، ۴۰ درصد بیشتر از گروه جمعیتی مالزی‌های هندی‌تبار و ۵۶ درصد بیشتر از گروه مالزی‌های چینی‌تبار بود. 